# Бурсиды
Бурсиды, или бурсы (лат. Bursidae), — семейство морских брюхоногих моллюсков. Близки к семейству Ranellidae, от представителей которого отличаются строением сифонального выроста.

## Описание
Размер раковин от 15 мм у мелких видов — до 40 см у крупных видов семейства. Раковины массивные, толстостенные, с глянцевым овальным или круглым устьем. Поверхность раковин, как правило, бугристая. Сифональный канал короткий. Внутренняя и наружная губа утолщены, последняя иногда несёт на себе шиповидные выросты. Оперкулум роговой. Окраска раковин преимущественно однотонная, устье часто ярко окрашенное, контрастирующее с общей окраской.
Населяют тропические и субтропические воды Мирового океана. Обитают на коралловых рифах и мягких грунтах. Хищники, питающиеся полихетами и сипункулидами.

## Классификация
В семейство включают следующие роды:
- Aspa H. Adams & A. Adams, 1853
- Bufonaria  Schumacher, 1817
- Bursa Roding, 1798
- Bursina  Oyama 1964  — assigned to Bursidae by Beu in 2005[7]
- Crossata Jousseaume, 1881
- Marsupina  Dall, 1904
- † Ranellina — assigned to Bursidae by Palmer and Brann in 1966[8]
- Tutufa Jousseaume, 1881

Роды, сведённые в синонимы:
- Annaperenna Iredale, 1936: синоним Bursa Röding, 1798
- Bechtelia Emerson & Hertlein, 1964 †: синоним Marsupina Dall, 1904
- Buffo Montfort, 1810: синоним Marsupina Dall, 1904
- Bufonariella Thiele, 1929: синоним Bursa Röding, 1798
- Chasmotheca Dall, 1904: синоним Bufonaria Schumacher, 1817
- Colubrellina Fischer, 1884: синоним Bursa Röding, 1798
- Dulcerana Oyama, 1964: синоним Bursa Röding, 1798
- Lampadopsis P. Fischer, 1884: синоним Bursa Röding, 1798
- Lampas Schumacher, 1817: синоним Tutufa (Tutufella) Beu, 1981
- Lampasopsis Jousseaume, 1881: синоним Bursa Röding, 1798
- Pseudobursa Rovereto, 1899: синоним Bursa Röding, 1798
- Tritonoranella Oyama, 1964: синоним Bursa Röding, 1798
- Tutufella Beu, 1981: синонимTutufa (Tutufella) Beu, 1981

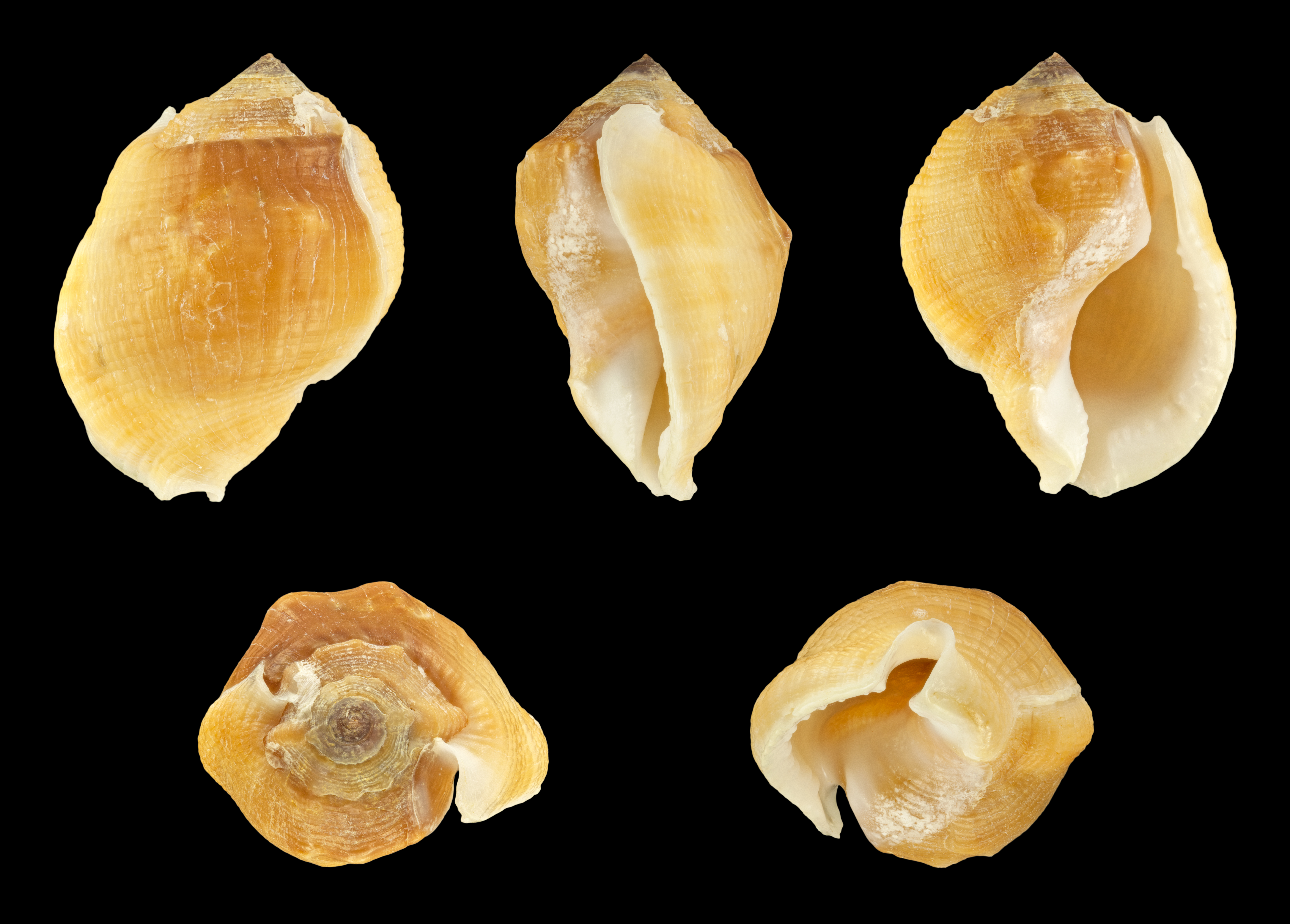
Aspa marginata
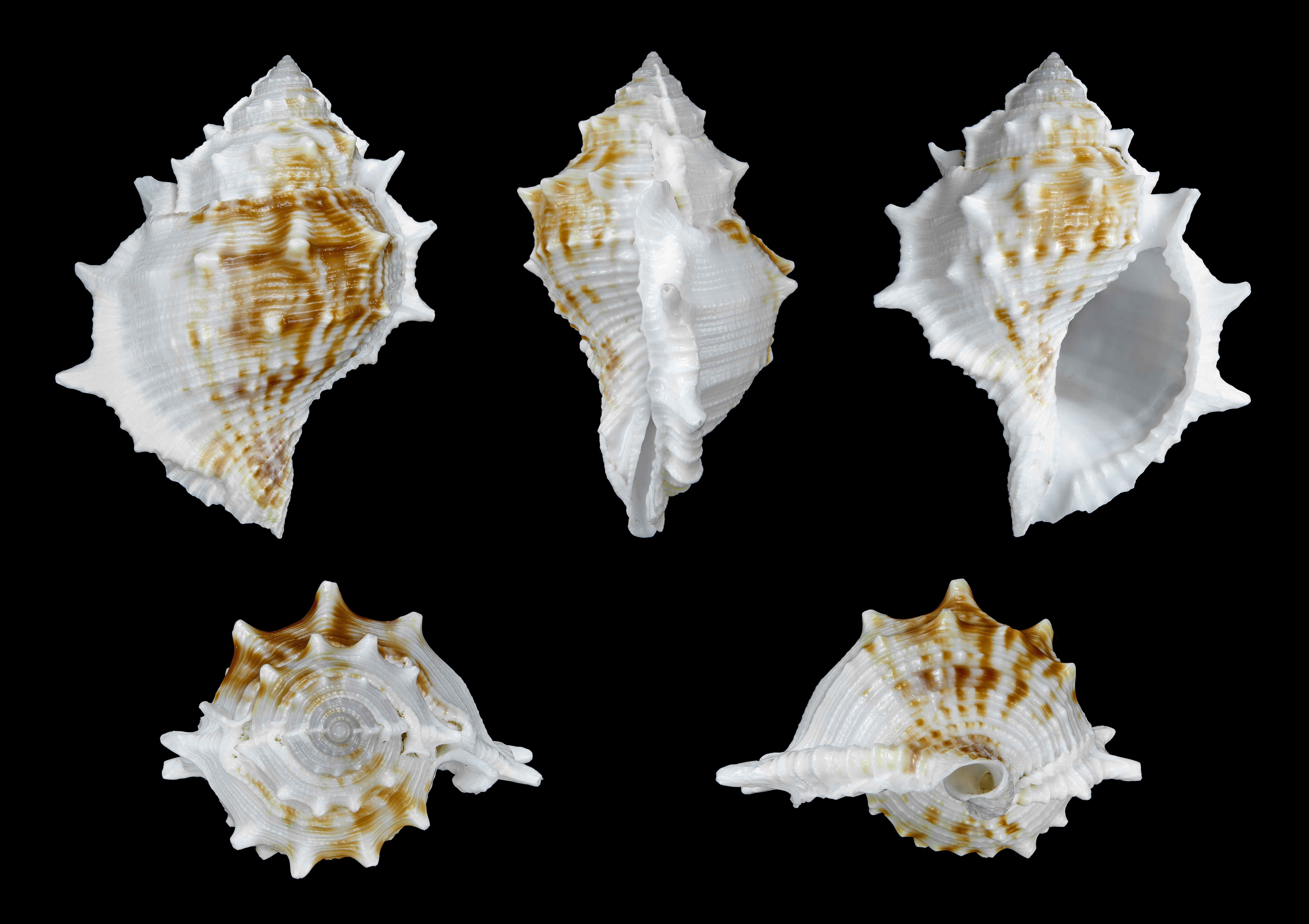
Bufonaria rana
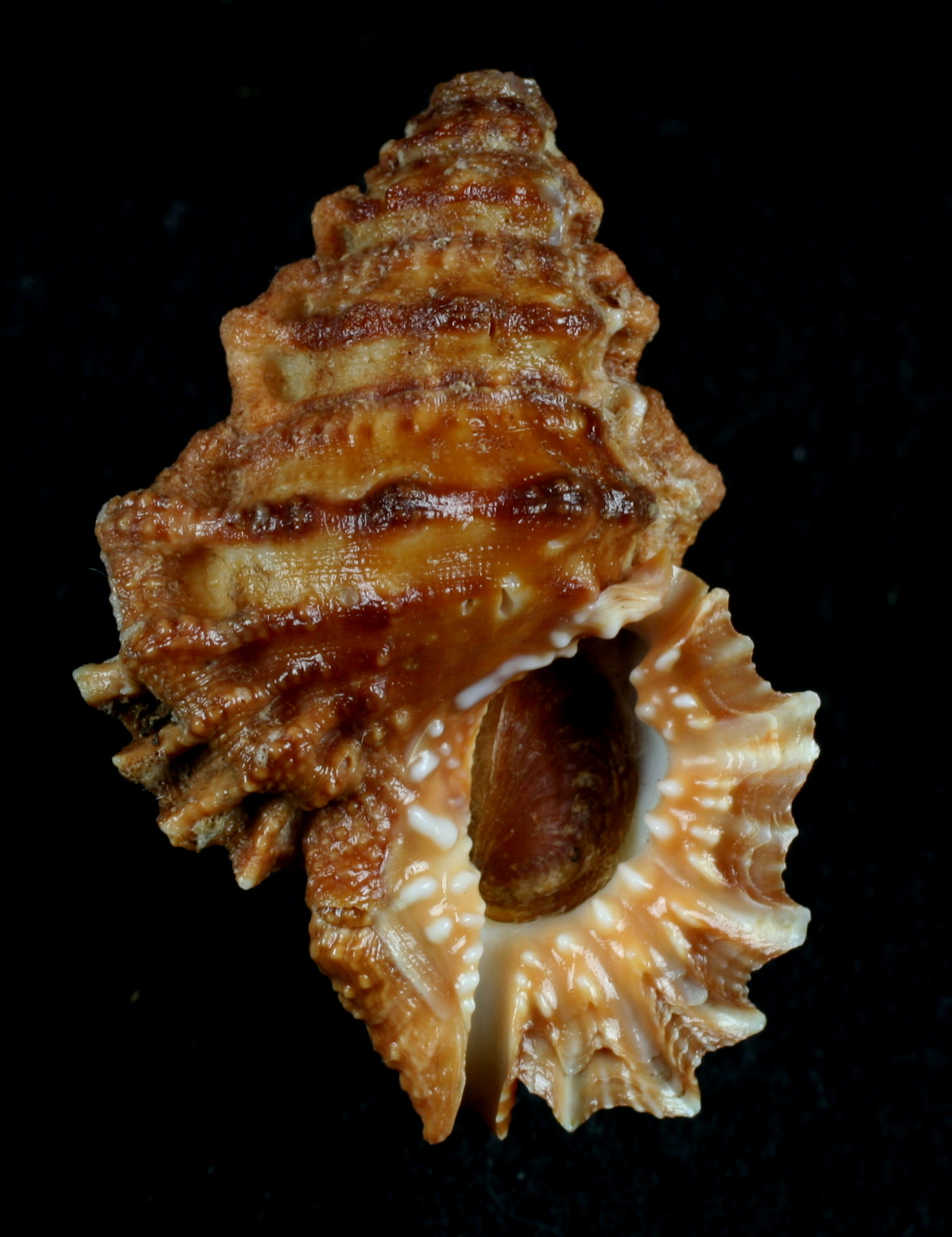
Bursa corrugata
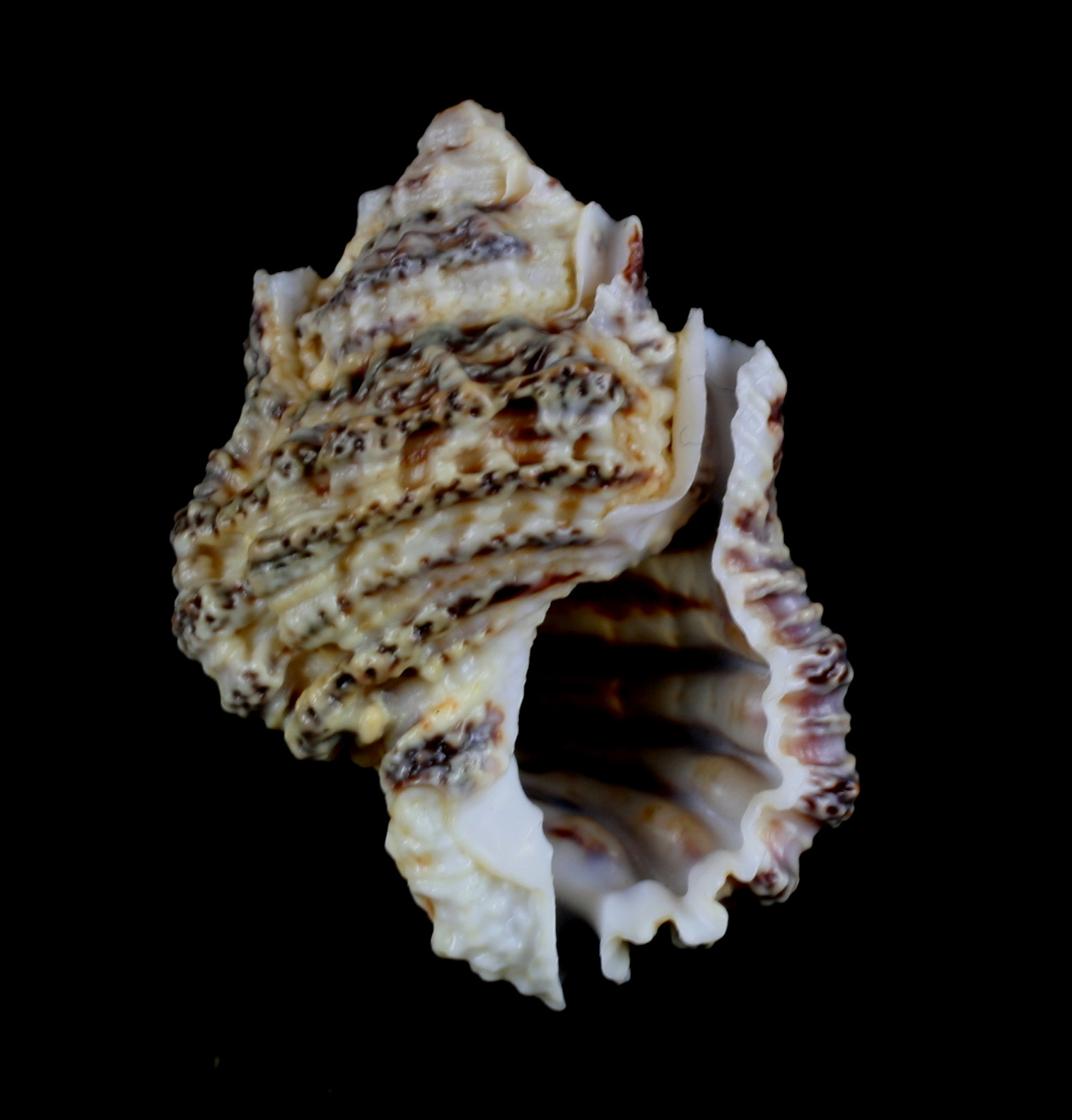
Bursa grayana
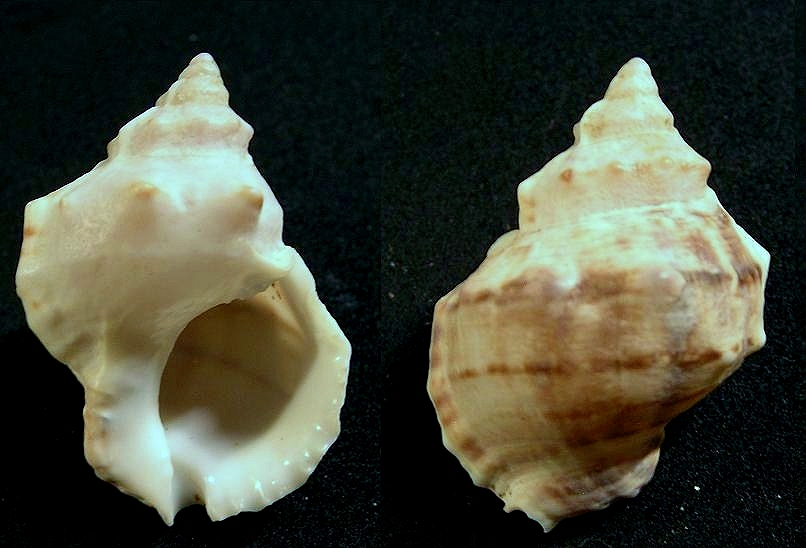
Crossata ventricosa
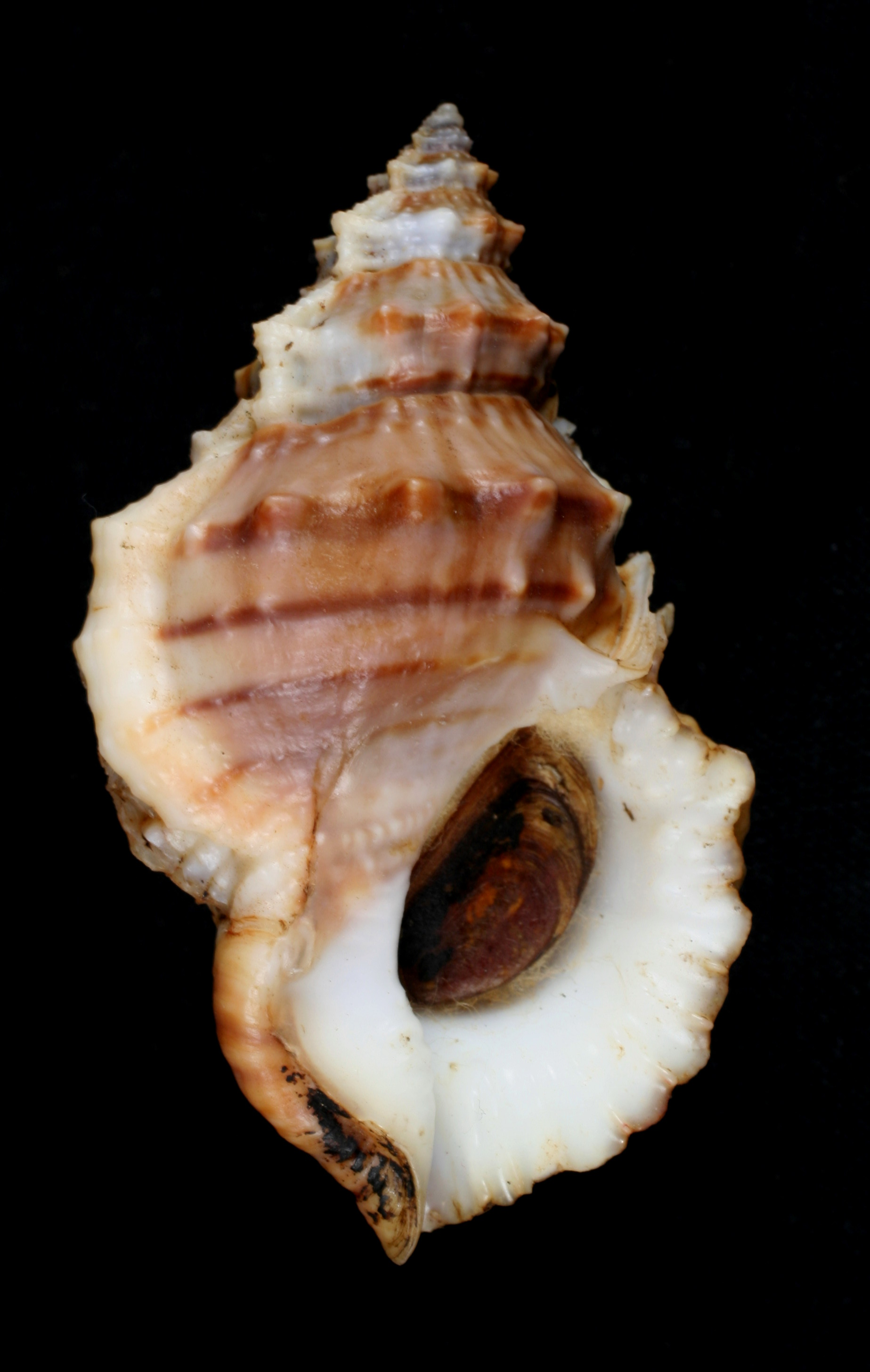
Marsupina nana
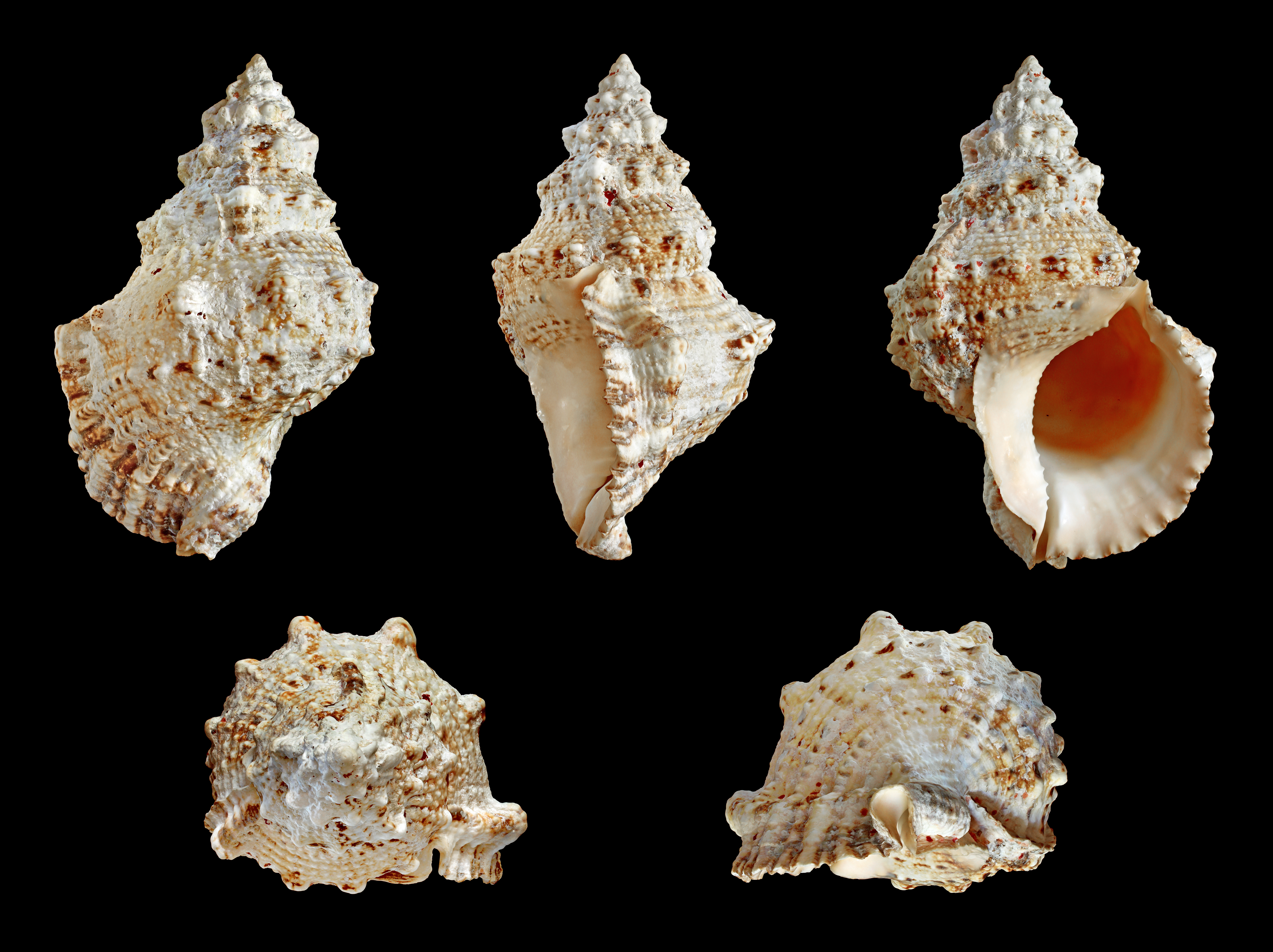
Tutufa bubo